# Флаг Череповца
Флаг Череповца́ — один из основных символов города Череповца Вологодской области Российской Федерации. Флаг утверждён 28 ноября 2002 года.

## История флага
Существующий ныне эскиз флага Череповца был отобран на специальном конкурсе. На него было представлено более 50 макетов. Однако в итоге лучшим был выбран вариант, разработанный Александром Хачатуровичем Рулёвым-Хачатряном, местным поэтом и прозаиком. Для достижения гармоничности восприятия автор эскиза использовал правило «Золотого сечения» Леонардо да Винчи.

## Описание
Флаг города представляет собой прямоугольное полотнище из трёх фигур (две равновеликие) золотого цвета и трёх полос синего (голубого) цвета, которые означают символический план города, расположенного на трёх возвышенностях по берегам при слиянии рек Ягорбы и Шексны.
Полотнище крепится к древку серебряного цвета. Пята цилиндрическая, тупая, выполняется из бронзы либо латуни.
Отношение ширины флага города к его длине 2:3.
Воспроизведение флага города допускается с гербом города, расположенным симметрично в центре полотнища, у соединения трёх полос, высотой, равной 1/3 ширины флага.
Символика красок флага имеет следующие значения: золотой — великолепие, богатство; голубой — верность, честь, искренность.